# Sitra
Sitra, primera reina de la dinastía XIX. Su nombre significa, literalmente, "hija de Ra" (Puede verse escrito Satra o Sitre). La ausencia del título hija del rey indican que no pertenecía a la familia real. 
Al parecer, Sitra pertenecía a una familia de militares del Bajo Egipto, y durante el reinado de Horemheb, el último faraón de la dinastía XVIII, era la esposa del segundo hombre más poderoso del reino, el militar y visir Paramesu, quien acabó siendo asociado al trono pese a su avanzada edad. Es de suponer que, como su marido, Sitra fuera por entonces una mujer madura, pues además es sabido que su hijo Sethy tenía por entonces unos treinta años. 
A la muerte de Horemheb, Paramesu subió al trono con el nombre de Ramsés I, fundando una nueva dinastía, que marcaría el último resplandor de gloria del Imperio Nuevo y el comienzo de la crisis. Sitra fue coronada entonces Gran Esposa Real, y acompañó siempre a su marido durante los breves dos años de reinado que disfrutó. Tras morir el viejo faraón, sería el hijo de Sitra, con el nombre de Sethy I el que heredaría el poder, devolviendo a Egipto, gracias a las contribuciones de sus antecesores, al esplendor anterior, después del difícil reinado de Ajenatón. Los pasos de Sitra se pierden entonces, siendo más que probable que muriese durante el reinado de su hijo debido a su edad, lo que es seguro es que Sitra no sobrevivió a su hijo ya que no ocupó ninguna regencia en el reinado de su nieto Ramses II tras la prematura muerte de su hijo. 
| ra | G39 | t |

| ra | G39 | t |

Sitra es considerada la fundadora de la necrópolis hoy conocida como el Valle de las Reinas, lugar donde fueron enterradas las grandes esposas reales y algunos príncipes hijos de los faraones de las dinastías XIX y XX.